# Saint-Cyr-du-Doret
Saint-Cyr-du-Doret – miejscowość i gmina we Francji, w regionie Nowa Akwitania, w departamencie Charente-Maritime.
Według danych na rok 1990 gminę zamieszkiwało 340 osób, a gęstość zaludnienia wynosiła 20 osób/km² (wśród 1467 gmin regionu Poitou-Charentes Saint-Cyr-du-Doret plasuje się na 679. miejscu pod względem liczby ludności, natomiast pod względem powierzchni na miejscu 495.).